# Ancien château des comtes de Champagne
L' ancien château des comtes de Champagne était un château situé à Troyes, en France, qui fut transformé en prison, en palais de Justice.

## Description
Il avait une emprise dont le plus grand côté faisait 96 m. La grosse tour, qui surplombait le rempart avait une base carrée de 12 m, à son opposé se trouvait la porte du château représentée en dessin et ouvrait sur la ville.

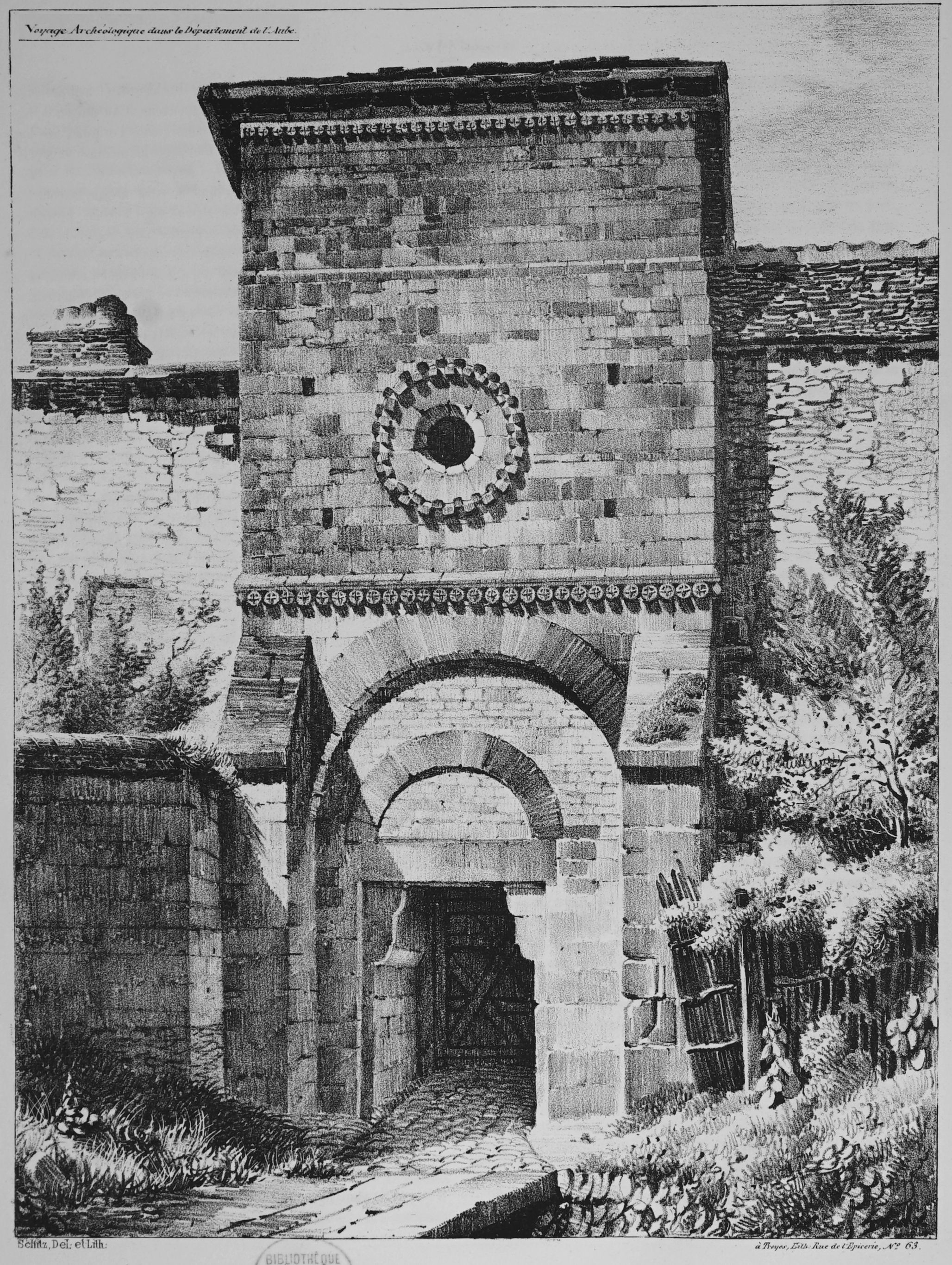
Porte du château.

## Localisation
Le château était situé sur la commune de Troyes, dans l'actuel département français de l'Aube, proche de la porte de Preize de l'enceinte médiévale de la ville et de l'église Saint-Jean.

## Historique
C'était la principale habitation de Hugues, comte de Troyes.
Le comte Henri le Large décida l'édification d'un nouveau château qui déplaçait le siège comtal. En même temps le comte faisait donation aux abbés de Montiéramey, de l'église st-Jean. Il devient arsenal et reste un symbole de la puissance comtale.
En ce château eut lieu l'exécution de quarante-neuf protestants, qui y étaient détenus, dans la nuit du 24 au 25 août 1570 sur ordre de Pierre Bélin.
Il disparaît totalement en 1860. La principale trace visible aujourd'hui est la Rue de la Tour.